# Charles-François Toustain
Pour les articles homonymes, voir Toustain.
Dom Charles-François Toustain, né le 13 octobre 1700 au Repas dans la province de Normandie et mort le 1er juillet 1754 à Paris, est un moine bénédictin et historien français.

## Biographie
Moine bénédictin de la congrégation de Saint-Maur, dom Toustain prononça ses vœux en 1718 à l'abbaye de Jumièges. C'est là qu'il connut dom Tassin. Comme ils étaient du même pays, à peu près du même âge, et de même goût pour l'étude, un vif attachement les unit bientôt l'un à l'autre les poussant à travailler en commun. La mort seule devait briser un jour cette union toujours respectée par les supérieurs de l'ordre qui ne les envoyèrent jamais l'un sans l'autre dans les diverses abbayes qui leur furent tour à tour désignées comme lieux de résidence.
Dom Toustain étudia la philosophie et la théologie à l'abbaye de Fécamp, puis l'hébreu et le grec au prieuré de Bonne-Nouvelle de Rouen, ainsi que l'italien, l'anglais, l'allemand et le néerlandais.
Il ne fut ordonné prêtre qu'en 1729 et entra en 1730 à l'abbaye Saint-Ouen de Rouen, puis à l'abbaye de Saint-Germain-des-Prés, et enfin à l'abbaye des Blancs-Manteaux. Il pratiquait assidûment le jeûne et l'ascèse.
Ses opinions théologiques le portaient vers le jansénisme.

## Œuvres
- Il travailla vingt-deux ans avec dom Tassin à une édition des œuvres de saint Théodore Studite, qui ne fut jamais imprimée faute d'éditeur.
- Il publia, également en collaboration avec dom Tassin, le Nouveau traité de diplomatique (6 volumes, 1750-1765) dans lequel sont développés les thèmes traités par Mabillon dans son De re diplomatica. Les quatre derniers volumes ont été publiés par Tassin après la mort de Toustain.
- La Vérité persécutée par l'erreur (2 volumes, 1733), un recueil des écrits des Pères sur les persécutions des huit premiers siècles,
- L'Autorité de miracles dans l'Église (sans date), où il expose les opinions de saint Augustin.

## Hommage
En 1817, la rue Toustain est nommée en hommage au moins dans le 6e arrondissement de Paris.
Une biographie par René Prosper Tassin publiée dans son Nouveau traité de diplomatique..., Tome 3, pages XI à XXVI, dans laquelle se trouve reproduite l'épitaphe de celui-ci.